# Xilogravura no Japão

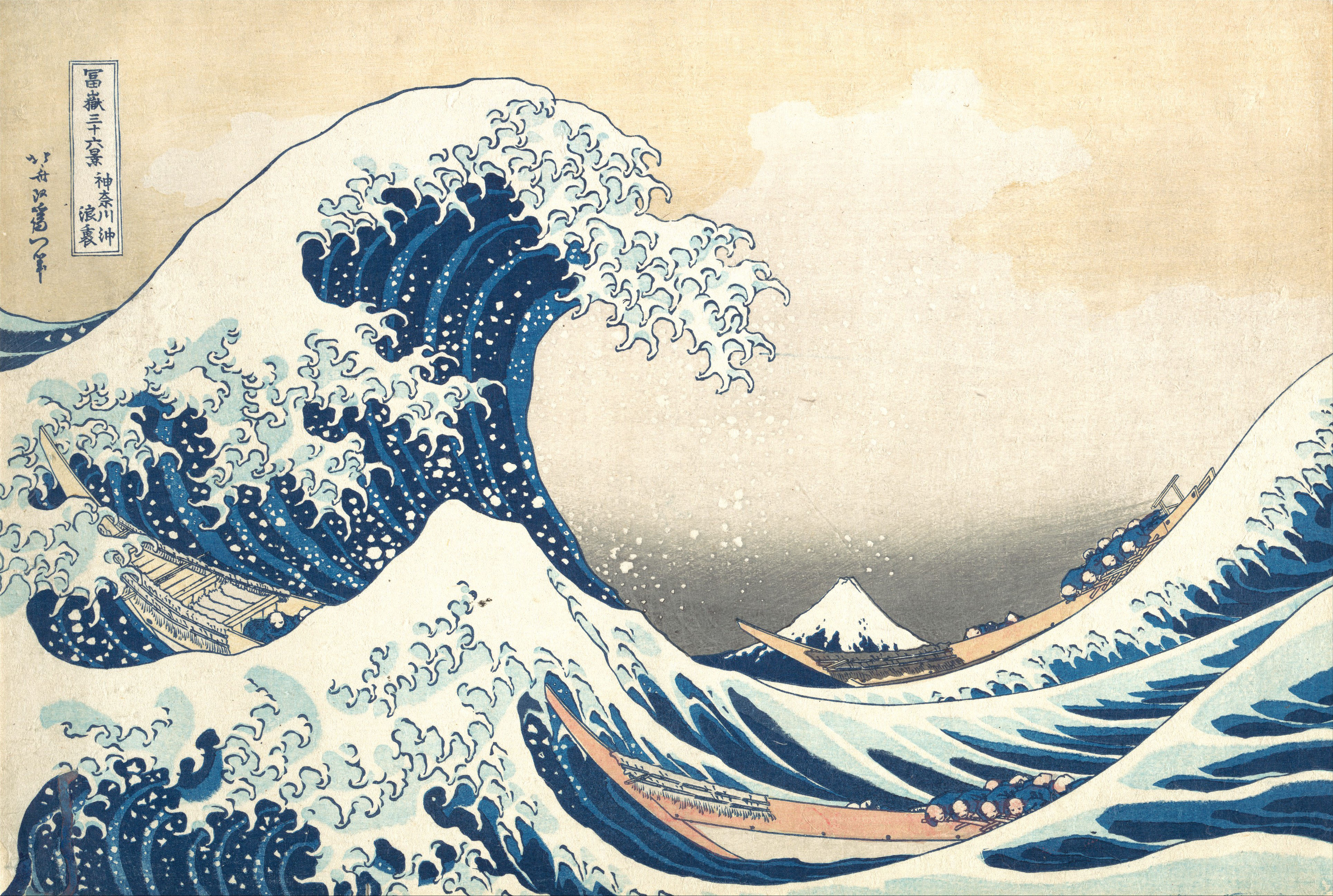
A Grande Onda de Kanagawa (神奈川冲浪里Kanagawa oki nami-ura) cópia original por Hokusai

Xilogravura no Japão (em japonês:  木版画, moku hanga) é uma técnica mais conhecida por seu uso no gênero artístico Ukiyo-e, no entanto, também foi utilizado amplamente no mesmo período para impressão de livros. A xilogravura foi usado na China há séculos para imprimir livros, muito antes do advento do tipo móvel, mas só surpreendentemente tarde, durante o período Edo (1603-1867), foi amplamente adotada no Japão. Embora seja semelhante em alguns aspectos a técnica de xilogravura no ocidente, Ukiyo-e difere grandemente em que tintas à base de água são utilizadas (em oposição a xilogravura ocidental que utiliza tinta à base de óleo), permitindo uma vasta gama de cores vivas, esmaltes e transparência de cor.
Cada imagem Ukiyo-e, era criada através do esforço colaborativo de quatro indivíduos qualificados: a editora que coordenou os esforços dos artesãos especializados e comercializou as obras de arte, o artista que projetou as obras colocando-as em tinta no papel, o escultor que meticulosamente esculpiu os desenhos em um bloco de madeira e um impressor que aplicou pigmentos para as xilogravuras e imprimiu cada cor no papel artesanal. Cada membro dessa equipe era altamente qualificado e tinha responsabilidades quase iguais pelo resultado final.

## História
Livros impressos oriundos de templos budistas chineses foram vistos em Japão, no século VIII. Em 764 a Imperatriz Koken encomendou um milhão de pequenos pagodes de madeira, cada um contendo um pequeno pergaminho impresso com um texto budista (Hyakumanto Darani). Estes foram distribuídos aos templos em todo o país como ação de graças pela supressão da rebelião Emi de 764. Estes são os primeiros exemplos de xilogravura conhecidos ou documentados do Japão.
Por volta do século XI, templos budistas no Japão estavam produzindo seus próprios livros impressos de sutras, mandalas e outros textos budistas e imagens. Durante séculos, a impressão era restrito apenas à esfera budista, porque era demasiado caro para a produção em massa, e não existia um público receptivo, e alfabetizado para que as obras pudessem ser comercializadas.
Não foi até 1590 que o primeiro trabalho secular seria impresso no Japão. Este foi o Setsuyō-Shu, um dicionário chinês-japonês em dois volumes. Embora os jesuítas operassem um móvel tipo de imprensa em Nagasaki a partir de 1590, trazido por Toyotomi Hideyoshi com o retorno do exército da Coreia.
A japonesa arte do Ukiyo-e desenvolveu principalmente na cidade de Edo (atual Tóquio), durante o Período Tokugawa ou Edo (1615-1868). Estes dois nomes referem-se aos relativamente pacíficos 250 anos, durante o qual os shoguns Tokugawa governaram o Japão e fizeram de Edo a sede shogunal do poder.
As primeiras obras a serem feitas retratavam aspectos dos bairros de entretenimento (eufemisticamente chamado de "mundo flutuante") de Edo e de outros centros urbanos. Os assuntos comuns incluem cortesãs famosas e prostitutas, os atores do kabuki e cenas bem conhecidas de teatro Kabuki.

## Referência Bibliográfica
- Forrer, Matthi, Willem R. van Gulik, Jack Hillier A Sheaf of Japanese Papers, The Hague, Society for Japanese Arts and Crafts, 1979. ISBN 9070265710
- Friese, Gordon (2007). "Hori-shi. 249 facsimiles of different seals from 96 Japanese engravers." Unna, Nordrhein-Westfalen: Verlag im bücherzentrun.
- Kaempfer, H. M. (ed.), Ukiyo-e Studies and Pleasures, A Collection of Essays on the Art of Japanese Prints, The Hague, Society for Japanese Arts and Crafts, 1978. ISBN 9070216019
- Lane, Richard; (1978).  Images from the Floating World, The Japanese Print. Oxford: Oxford University Press. 10-ISBN 0192114476/13-ISBN 9780192114471; OCLC 5246796
- Nussbaum, Louis Frédéric and Käthe Roth. (2005). Japan Encyclopedia. Cambridge: Harvard University Press. 10-ISBN 0-674-01753-6; 13-ISBN 978-0-674-01753-5; OCLC 48943301
- Sansom, George (1961). "A History of Japan: 1334-1615." Stanford, California: Stanford University Press.